# Karimah Katja Stauch
Karimah Katja Stauch (* 31. Januar 1969 in München) ist eine deutsche Muslima, die sich intensiv für den christlich-muslimischen Dialog einsetzt. Sie studierte Volkswirtschaftslehre und Islamwissenschaft und arbeitet hauptberuflich bei der Deutschen Welthungerhilfe in Bonn. Sie ist Vorsitzende der Deutschen Muslim-Liga Bonn (German Muslim-League Bonn) und ‚European Coordinator’ als Mitglied im Weltrat der United Religions Initiative (San Francisco, Antwerpen/Brüssel, Bonn).
Sie ist Mitglied im Rat der Sufi-Ordensgemeinschaft As-Safinah (arabisch: Tariqat As-Safinah), die ihren Ursprung in Nordafrika hat, unter Schech Bashir Ahmad Dultz.
Sie ist einer der weiteren Unterzeichner des offenen Briefes Ein gemeinsames Wort zwischen Uns und Euch (engl. A Common Word Between Us & You), den ursprünglich 138 Persönlichkeiten des Islam an „Führer christlicher Kirchen überall“ (engl. "Leaders of Christian Churches, everywhere …") sandten (13. Oktober 2007).
K.Stauch war eine Reihe von Jahren Mitglied des Vorstandes der Christlich-Islamischen Gesellschaft.

## Schriften (Auswahl)
- Die Entwicklung einer islamischen Kultur in Deutschland : eine empirische Untersuchung anhand von Frauenfragen. Berlin : Weißensee-Verl., 2004 (Berliner Beiträge zur Ethnologie, Bd. 8); ISBN 3-89998-049-2
- Die Teilnahme der muslimischen Frau am öffentlichen religiösen Leben – eine Diskussion in Deutschland, in: Feminist perspectives on history and religion = Feministische Zugänge zu Geschichte und Religion = Approches féministes de l'histoire et de la religion / Hrsg. von Angela Berlis; Charlotte Methuen. Leuven : Peeters, 2000 (eswtr.org)
- Ein maghrebinischer Sufi-Shaykh des 20. Jahrhunderts: Shaykh Ahmad Al-'Alawi – Online unter livingislam.org[6]